# Jonathan Richardson
Jonathan Richardson (Londres, 12 de enero de 1667 - 28 de mayo de 1745, Londres) a veces llamado "el viejo" para distinguirlo de su hijo (Jonathan Richardson el Joven) fue un artista inglés, coleccionista de dibujos y escritor sobre arte, que trabajó casi en su totalidad como pintor de retratos en Londres.  Fue considerado por algunos críticos de arte como uno de los tres pintores más destacados de su tiempo. Fue el maestro de Thomas Hudson y George Knapton.  Richardson fue aún más influyente como escritor; se le atribuye la inspiración de Joshua Reynolds para pintar y teorizar con su libro Un ensayo sobre la teoría de la pintura. A este libro se le atribuye ser "el primer trabajo significativo de la teoría artística en inglés".

## Vida

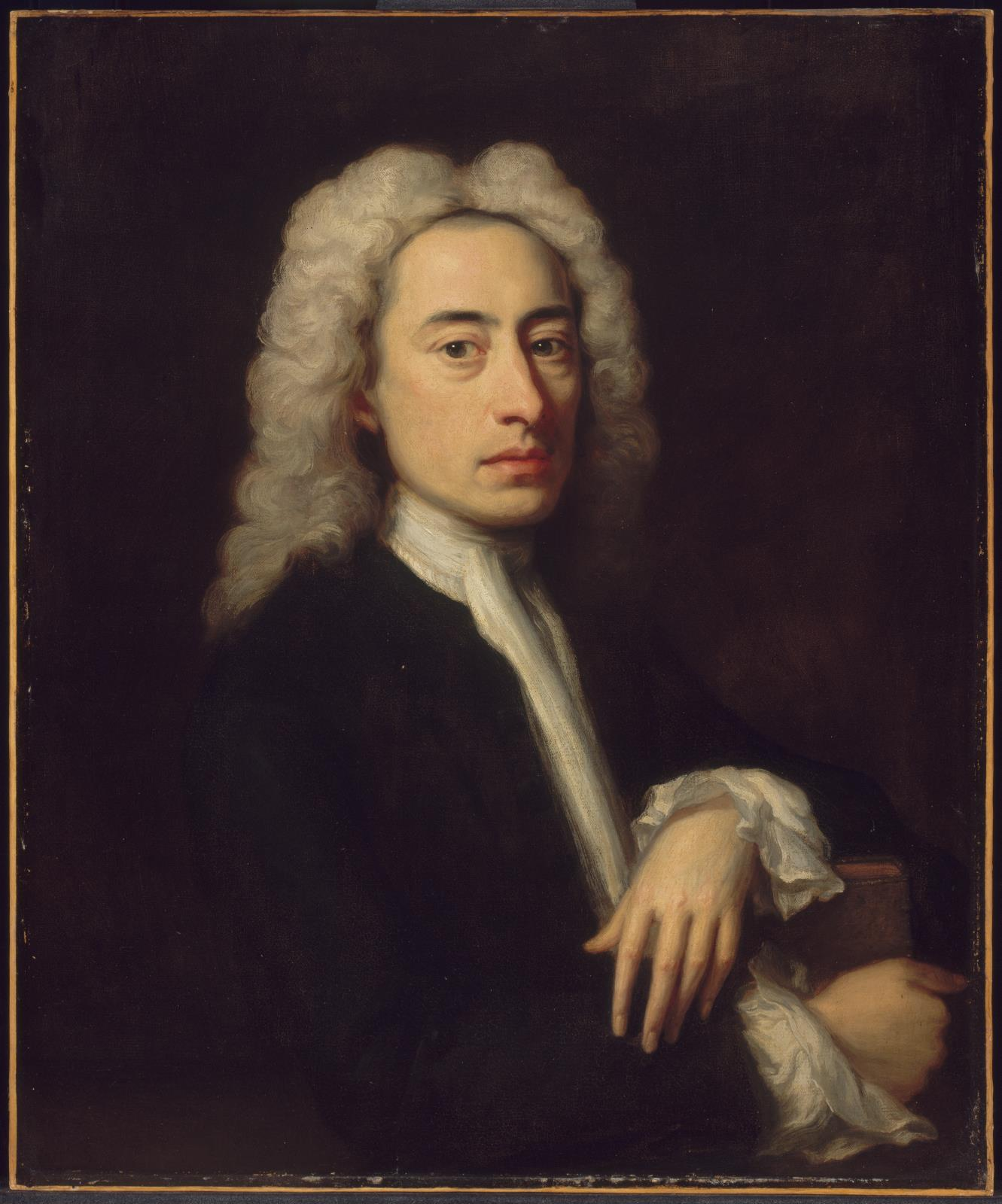
Alexander Pope (atribuido a Richardson, c. 1736)

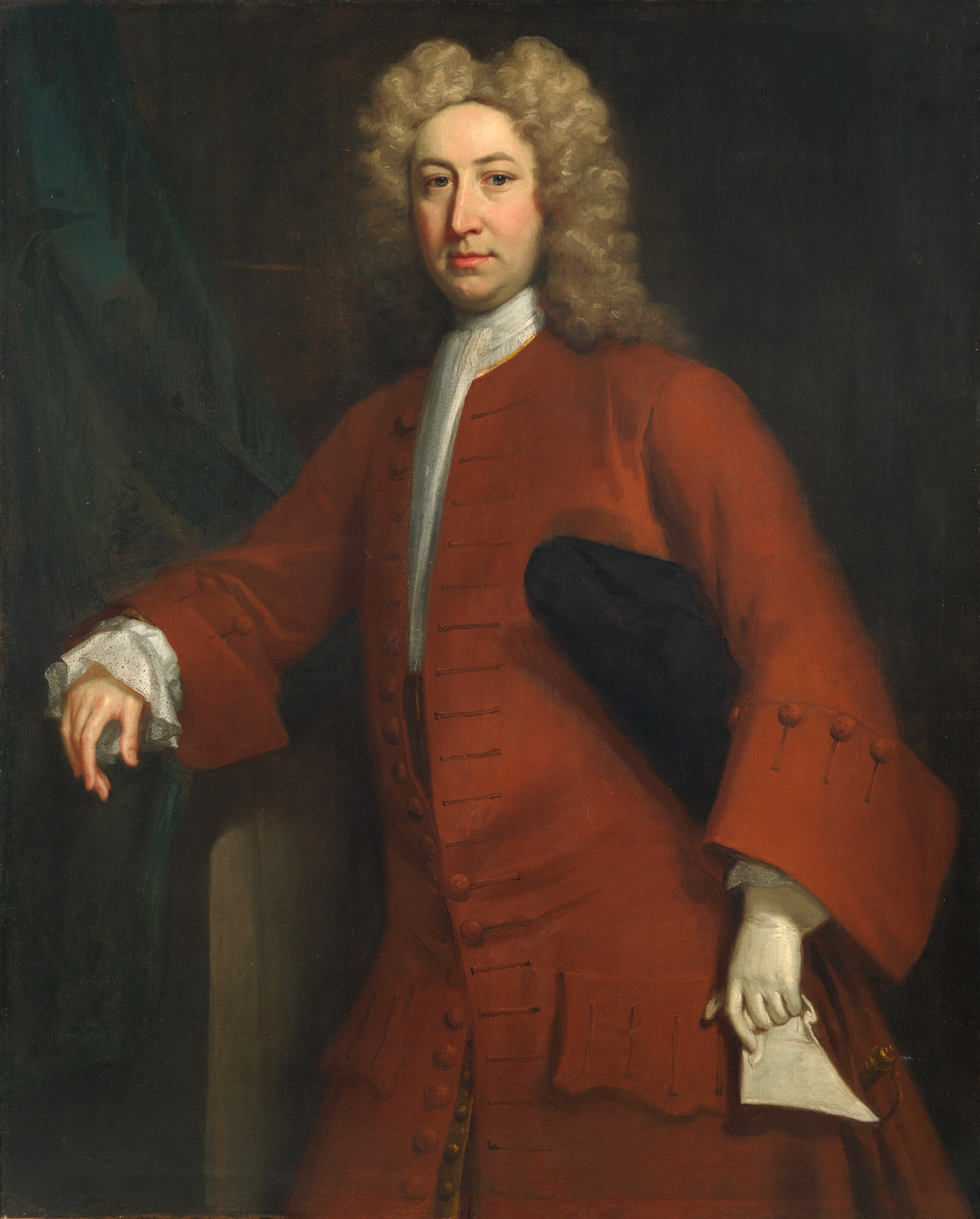
Thomas Fanshawe (1696-1758), cuarto Parsloes Manor, (atribuido a Richardson), ca. 1736.

Richardson nació en la parroquia de St. Botolph, Bishopsgate en Londres el 12 de enero de 1667 de William y Mary Richardson. En 1672 murió su padre y su madre volvió a casarse. Richardson se convirtió en aprendiz de escribano, pero fue liberado pronto cuando su maestro se retiró y Richardson tuvo la suerte de ser contratado como aprendiz de pintura por John Riley. Aprendió el arte del retrato de Riley mientras vivía en la casa de su maestro. La esposa de Richardson era la sobrina de Riley.
Richardson fue incluso más influyente como escritor que como pintor, según Samuel Johnson. Se le atribuye la inspiración de Joshua Reynolds para pintar y teorizar con su libro de 1715 An Essay on the Theory of Painting. En 1722, Richardson publicó con su hijo, también Jonathan (1694–1771), Una descripción de algunas de las estatuas, relieves, dibujos y pinturas de Italia (1722). El libro fue compilado por Richardson, padre, utilizando material recopilado por su hijo mientras viajaba por Italia en 1721. Este fue un libro muy popular y fue utilizado por los jóvenes patricios ingleses como base para su Gran Tour. Se dijo que el libro se convirtió en la base para futuras compras de arte por coleccionistas adinerados y, por lo tanto, dio forma al interés inglés en los antiguos maestros extranjeros. También proporcionó un modelo importante para la Historia del Arte de Johann Joachim Winckelmann (1764).
Richardson y su hijo también fueron coautores de sus Notas explicativas y observaciones sobre el Paraíso Perdido de Milton (1734). Estas notas son, en parte, una respuesta a la edición de Richard Bentley en 1732 del Paraíso Perdido, en la que frecuentemente critica el estilo de Milton o coloca pasajes excepcionales entre corchetes, afirmando que son el trabajo de otra mano. Las respuestas de Richardson a Bentley ayudaron a sentar las bases para la posterior interpretación del poema.

## Legado
Richardson fue considerado como uno de los tres pintores más destacados de su época con Charles Jervas y Michael Dahl. También fue un excelente y prolífico dibujante, e hizo varios dibujos a tiza de amigos y familiares. Investigaciones recientes han arrojado luz sobre su actividad como grabador, una vez más principalmente en el campo del retrato. Fue el maestro de Thomas Hudson y George Knapton. Pintó, dibujó y grabó muchos autorretratos, que hoy son muy apreciados.  Richardson tiene más de 120 pinturas de propiedad pública en el Reino Unido.
Cuando Richardson murió en Bloomsbury el 28 de mayo de 1745, dejó cuatro hijas, una de las cuales se casó con el pintor Thomas Hudson, que había sido previamente alumno de Richardson. También le sobrevivió su hijo Jonathan Richardson el Joven (1694–1771), quien fue criado como un caballero y se dedicó a la pintura y el grabado. Horace Walpole dijo que "pintó poco", pero las obras que creó se han perdido.  Dejó una gran y valiosa colección de 4.749 dibujos de maestros antiguos que fueron subastados por Sotheby's durante dieciocho días. Otra gran colección de pinturas, grabados, dibujos, etc. (1.241 lotes en total) fue subastada por Christopher Cock durante dieciocho noches, del 22 de enero al 11 de febrero de 1747. Hoy en día un dibujo que todavía lleva la marca de coleccionista de Richardson gana sustancialmente en valor. Richardson ha sido descrito como uno de los "más grandes coleccionistas de dibujos de todos los tiempos".

## Obras

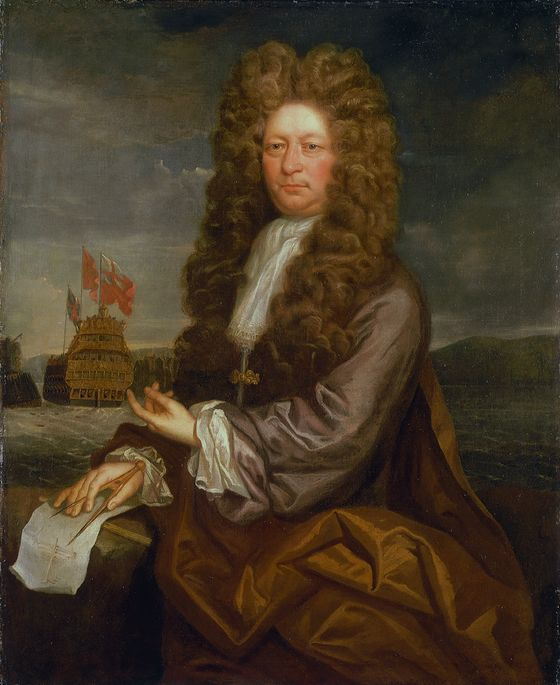
Fisher Harding, Master Shipwright con la botadura del Royal Sovereign 1701

- Un ensayo sobre la teoría de la pintura (1715)
- Un ensayo sobre todo el arte de la crítica en relación con la pintura y un argumento en nombre de la ciencia de un conocedor (1719)
- Una descripción de algunas de las estatuas, bajorrelieves, dibujos y pinturas de Italia (1722)
- Notas explicativas y comentarios sobre el Paraíso Perdido de Milton. Por J. Richardson, padre e hijo.  Con la vida del autor, y un discurso sobre el poema.